# Dolmen von Degernau

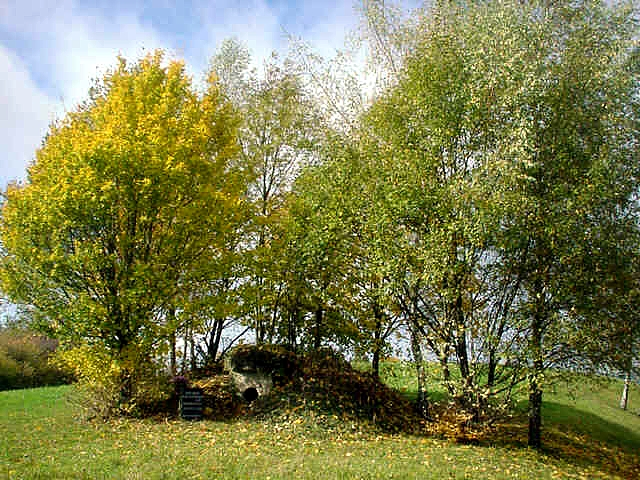
Lage des Dolmens von Degernau

Der Dolmen von Degernau ist ein denkmalgeschütztes Großsteingrab (umgangssprachlich als Hünengrab bezeichnet) mit Dolmen der Megalithkultur auf der Gemarkung von Degernau, einem Ortsteil der Gemeinde Wutöschingen im Landkreis Waldshut in Baden-Württemberg.

## Lage
Das Megalithgrab befindet sich rechts der Landesstraße 163 a zwischen Degernau im Wutachtal und Erzingen im Klettgau im Gewann „Toter Mann“. Rund 400 Meter östlich im Gewann „Bühlhölzle“ befindet sich der Menhir von Degernau.

## Forschungsgeschichte

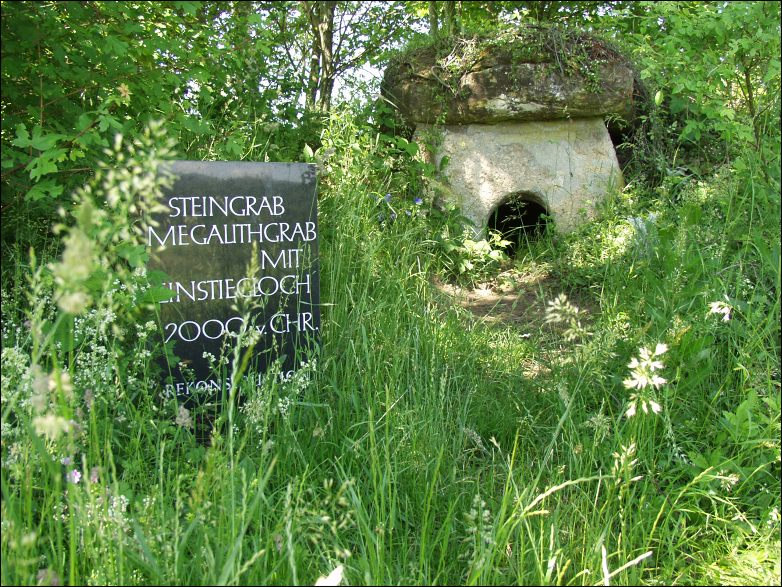
Rekonstruktion des Dolmen von Degernau

1936 wurde die Fundstelle von Josef Schneider (1899–1993), Lehrer in Degernau, entdeckt und neolithisch-frühbronzezeitliche Keramik ausgegraben. Bei einer archäologischen Nachgrabung durch Edward Sangmeister im Jahre 1954 wurden zudem die Reste eines verschleppten, jungsteinzeitlichen Megalithgrabes mit Seelenloch aus der Zeit um 2000 v. Chr. entdeckt. Das Grab wurde 1970 nach dem Befund rekonstruiert.

## Grabanlage und weitere Funde
Beim Grab, dessen Reste offensichtlich nicht mehr am ursprünglichen Grabplatz lagen, ist der Bau nur noch aus der Größe und Zahl der erhaltenen Steine ungefähr zu vermuten. Die im Original erhaltenen Deckplatte (2,70 × 2,00 m) weist ein Gewicht von rund 3,3 Tonnen auf. Die zum Teil erhaltene Giebelplatte lässt sich mit einer kreisrunden Öffnung (Seelenloch) mit einem Durchmesser von 36 bis 38 Zentimeter ergänzen. Des Weiteren gibt es einen pfropfenartigen Verschlussstein in Zuckerhutform.
Der Ausdruck „Seelenloch“ beruht auf der Vorstellung, die Errichter der Anlagen hätten das Loch in der Frontplatte ausgespart, um den Seelen der Bestatteten die Reise ins Jenseits zu ermöglichen. Die tatsächliche Funktion dieser Öffnung ist der Zugang. Bis ins letzte Jahrhundert glaubte man an die Heilwirkung der Steine. In der Hoffnung auf Heilung wurden kranke Glieder ebenso wie kranke Kinder durch die Öffnung geschoben.
Die in der Nähe gefundenen Scherben, Knochen- und Steingeräte scheinen in Beziehung zu dem Megalithgrab gestanden zu haben. Es handelt sich um Keramikfunde der Horgener Kultur und Fragmente eines Wirtschaftsgefäßes der späten Frühbronzezeit (Leistenware), Stufe A 2 nach Reinecke. Ob die Scherben einen Hinweis auf das Vorhandensein einer Siedlung geben, oder ob sie beim Abbau des Megalithgrabes ebenfalls verschleppt wurden, lässt sich nicht feststellen.

## Weitere Dolmen
Der Dolmen von Degernau ist in der Region nicht einzigartig. Weitere Dolmen vom Typ Schwörstadt sind der Heidenstein bei Schwörstadt, der Dolmen von Laufen, der Dolmen von Aesch und die Pierre-Percée.